# Kaliště (okres Praha-východ)
Obec Kaliště se nachází jihovýchodním směrem 34 km od centra Prahy a 15 km od Říčan v okrese Praha-východ, kraj Středočeský. Žije zde 381 obyvatel. Sestává ze tří částí – vesnic Kališť, Lensedel a Poddubí.
Díky své poloze a okolním lesům je obec nejen vyhledávaným cílem turistů a cykloturistů, ale stalo se významnou rekreační oblastí.

## Geografie
Obec leží na pravém břehu řeky Sázavy, která tvoří jižní hranici a je nejnižším bodem jejího katastru (cca 270 m). Část Poddubí spojuje s protějšími Hvězdonicemi visutá lávka s předpjatým pásem pro pěší, o délce 131 metrů, vybudovaná v roce 1977. U Sázavy i na svazích nad ní vyrostla ve 20. století řada rekreačních chat. Nejvyšším bodem je vrch Dubsko (454 m), z větší části zalesněný.

## Historie
První písemná zmínka o obci Kaliště pochází z roku 1428, kdy patřila pánům z Dubé. O vsi Lensedly patřící k panství Zlenice se zmiňují dokumenty již v roce 1357. Náves je vyhlášena památkovou zónou lidové architektury s dochovanými původními stavbami a památkově chráněnými lípami.

### Územněsprávní začlenění
Dějiny územněsprávního začleňování zahrnují období od roku 1850 do současnosti. V chronologickém přehledu je uvedena územně administrativní příslušnost obce v roce, kdy ke změně došlo:
- 1850 země česká, kraj Praha, politický okres Jílové, soudní okres Říčany[4]
- 1855 země česká, kraj Praha, soudní okres Říčany[4]
- 1868 země česká, politický okres Český Brod, soudní okres Říčany[4]
- 1898 země česká, politický okres Žižkov, soudní okres Říčany[5]
- 1921 země česká, politický okres Žižkov sídlo Říčany, soudní okres Říčany[6]
- 1925 země česká, politický i soudní okres Říčany[7]
- 1939 země česká, Oberlandrat Praha, politický i soudní okres Říčany[8]
- 1942 země česká, Oberlandrat Praha, politický okres Praha-venkov-jih, soudní okres Říčany[9]
- 1945 země česká, správní i soudní okres Říčany[10]
- 1949 Pražský kraj, okres Říčany[11]
- 1960 Středočeský kraj, okres Praha-východ[12]

### Rok 1932
V obci Kaliště (přísl. Poddubí, 207 obyvatel) byly v roce 1932 evidovány tyto živnosti a obchody: cihelna, elektrárna, 3 hostince, kapelník, 2 kováři, malíř, pokrývač, rolník, 2 obchody se smíšeným zbožím, trafika.

## Doprava
Územím obce prochází dálnice D1 mezi exity 21 (Mirošovice) a 29 (Hvězdonice). Dále tudy vede silnice III/1081 Turkovice - Lensedly - Kaliště - Poddubí.
Železniční trať ani stanice na území obce nejsou, po protějším levém břehu vede trať č. 212 v úseku z Čerčan do Sázavy. Nejbližší železniční stanicí jsou Hvězdonice ve vzdálenosti 1 km dostupné po lávce přes řeku.
Do obce zajížděla v roce 2011 autobusová linka Ondřejov - Kaliště, Poddubí (v pracovních dnech 3 spoje) (dopravce Veolia Transport Praha, s. r. o.) O víkendech obec byla bez dopravní obsluhy.

## Osobnosti
Narodil se zde František Antonín Zeman (1838–1916), veřejně činný učitel a spisovatel.
Žil tu také sedlák a politik Jan Barták (1861–1941), poslanec Českého zemského sněmu.